# 莱梅泰里
莱梅泰里（法語：Les Métairies，法語發音：[le meteʁi]）是法国夏朗德省的一个市镇，属于干邑区。

## 地理
莱梅泰里（45°42'16"N, 0°9'56"W）面积5.18 平方千米，位于法国新阿基坦大区夏朗德省，该省份为法国西部内陆省份，北起德塞夫勒省和维埃纳省，东临上维埃纳省，东南至多尔多涅省，南至多爾多涅省，西接滨海夏朗德省。
与莱梅泰里接壤的市镇（或旧市镇、城区）包括：沙索尔、富西尼亚克、雅纳克、锡戈涅。

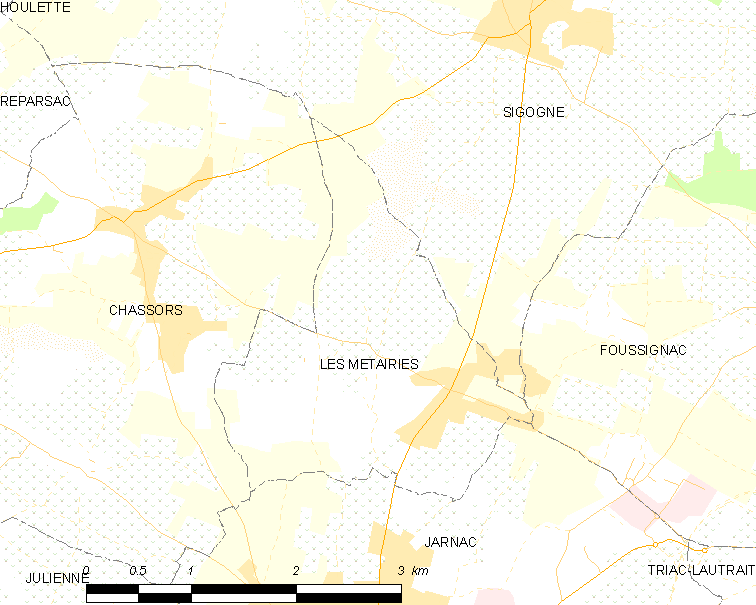
莱梅泰里的OSM定位图

莱梅泰里的时区为UTC+01:00、UTC+02:00（夏令时）。

## 行政
莱梅泰里的邮政编码为16200，INSEE市镇编码为16220。

## 政治
莱梅泰里所属的省级选区为雅纳克县。

## 人口

1962-2008年间莱梅泰里人口变化图示

莱梅泰里于2022年1月1日时的人口数量为714人。